# 영모당
영모당(평강채씨 한림공목사공파 제각)은 전북특별자치도 군산시 성산면 도암리에 있는 제각이다. 2004년 12월 24일 군산시의 향토문화유산 제8호로 지정되었다.

## 개요
고종41년(1904)에 건립된 평강채씨(한림목사공파) 제각으로 자연석 석축으로 쌓은 2단 기단 위에 정면 5칸, 측면 2칸 규모로 자리하고 있다.